# Urlo eretico
Urlo eretico è il terzo album in studio di Andrea Ra pubblicato il 21 aprile 2023. L'8 luglio viene pubblicato anche in vinile. Andrea Ra è autore di tutti i brani. Il disco è stato preceduto dai singoli Mi vuole sigillare (Gates), Dipendenza, Monte Shasta e Sensi di colpa.

## Tracce CD
1. Sensi di colpa – 6:42
2. Capoclown – 3:40
3. Pillole rosse (Feat. Andrea Braido) – 5:58
4. Firenze – 4:18
5. Monte Shasta – 4:27
6. Io mi vesto di nero – 5:36
7. Giuda Iscariota – 5:38
8. Monopensiero – 4:06
9. Mi vuole sigillare (Gates) – 3:52
10. Dipendenza – 4:54
11. Il mondo è droga – 8:20
12. Franco – 4:41

Durata totale: 62:12

## Tracce Vinile
(nella copertina è comunque presente il CD con le 12 tracce)
1. Sensi di colpa – 6:42
2. Capoclown – 3:40
3. Pillole rosse (Feat. Andrea Braido) – 5:58
4. Firenze – 4:18
5. Monte Shasta – 4:27
6. Io mi vesto di nero – 5:36
7. Giuda Iscariota – 5:38
8. Monopensiero – 4:06

Durata totale: 40:25

## Formazione
- Andrea Ra - Voce, Basso, Chitarre, Tastiere
- James Rio - Batteria

### Altri musicisti
- Giacomo Anselmi - Chitarra (tracce 1, 4, 11 e 12)[7]
- Andrea Braido - Chitarra solista (traccia 3)[8]